# Dugopolje (Split-Dalmatie)
Pour les articles homonymes, voir Dugopolje et Dugo Polje.
Dugopolje est un village et une municipalité du comitat de Split-Dalmatie, en Croatie.

## Géographie
Dugopolje se trouve en Dalmatie, à 15 km au nord-est de Split et à 253 km au sud-sud-est de Zagreb.

## Population
Au recensement de 2001, la municipalité comptait 3 120 habitants, dont 99,49 % de Croates et le village seul comptait 2 674 habitants.

## Localités
La municipalité de Dugopolje compte 4 localités :
- Dugopolje
- Koprivno
- Kotlenice
- Liska

## Sport
Dugopolje abrite un club de football, le NK Dugopolje.